# Granadilla de Abona
Granadilla de Abona ist eine Gemeinde im Süden Teneriffas. Sie ist mit der Inselhauptstadt Santa Cruz de Tenerife über die Südautobahn TF-1 und über die alte Straße von Santa Cruz de Tenerife nach Adeje verbunden. Nachbargemeinden sind La Orotava im Norden, Arico im Osten, San Miguel de Abona im Südwesten und Vilaflor im Westen. Auf dem Gebiet der Gemeinde liegt der Hauptflughafen Teneriffas, der Aeropuerto de Tenerife Sur Reina Sofía.

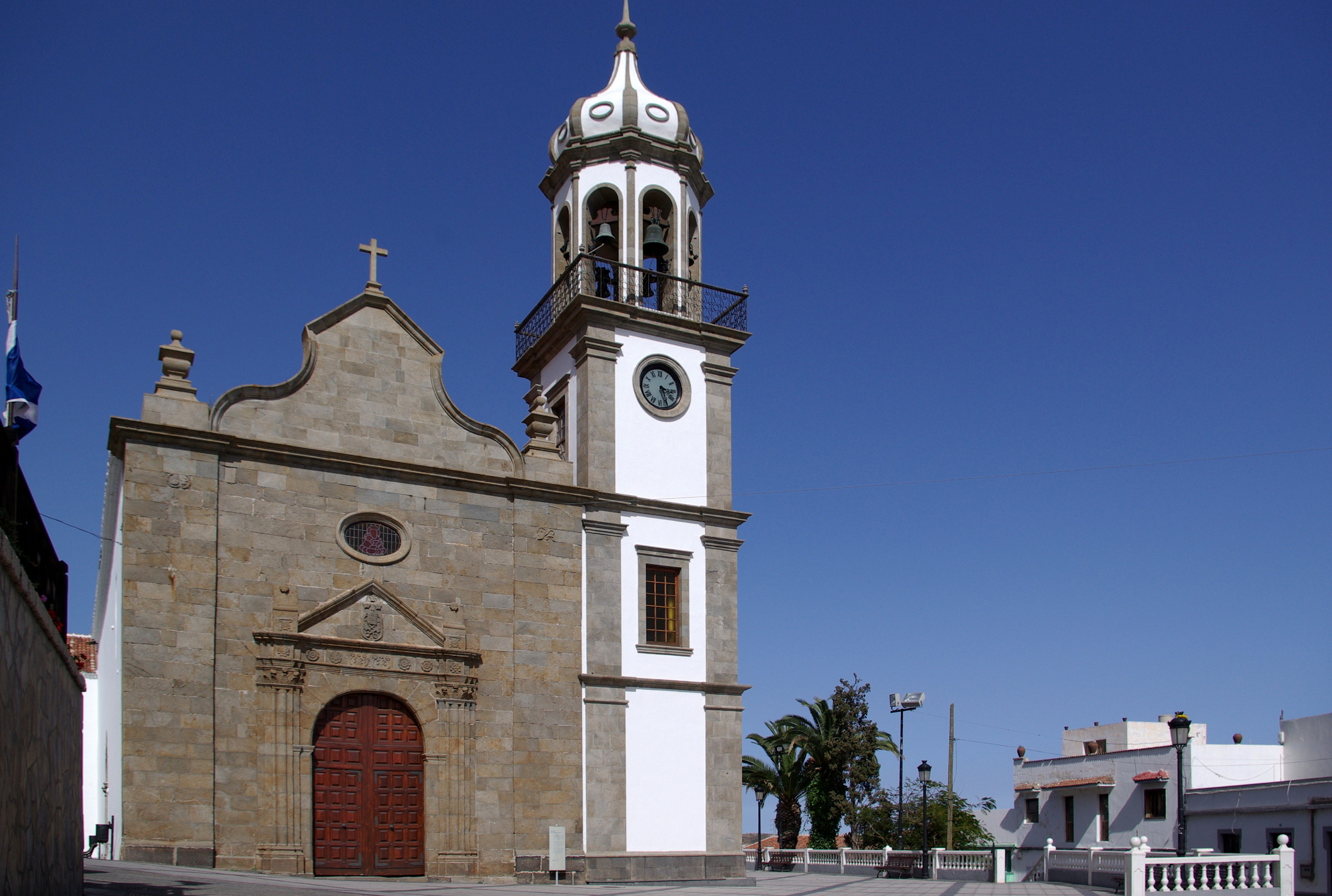
Iglesia de San Antonio de Padua
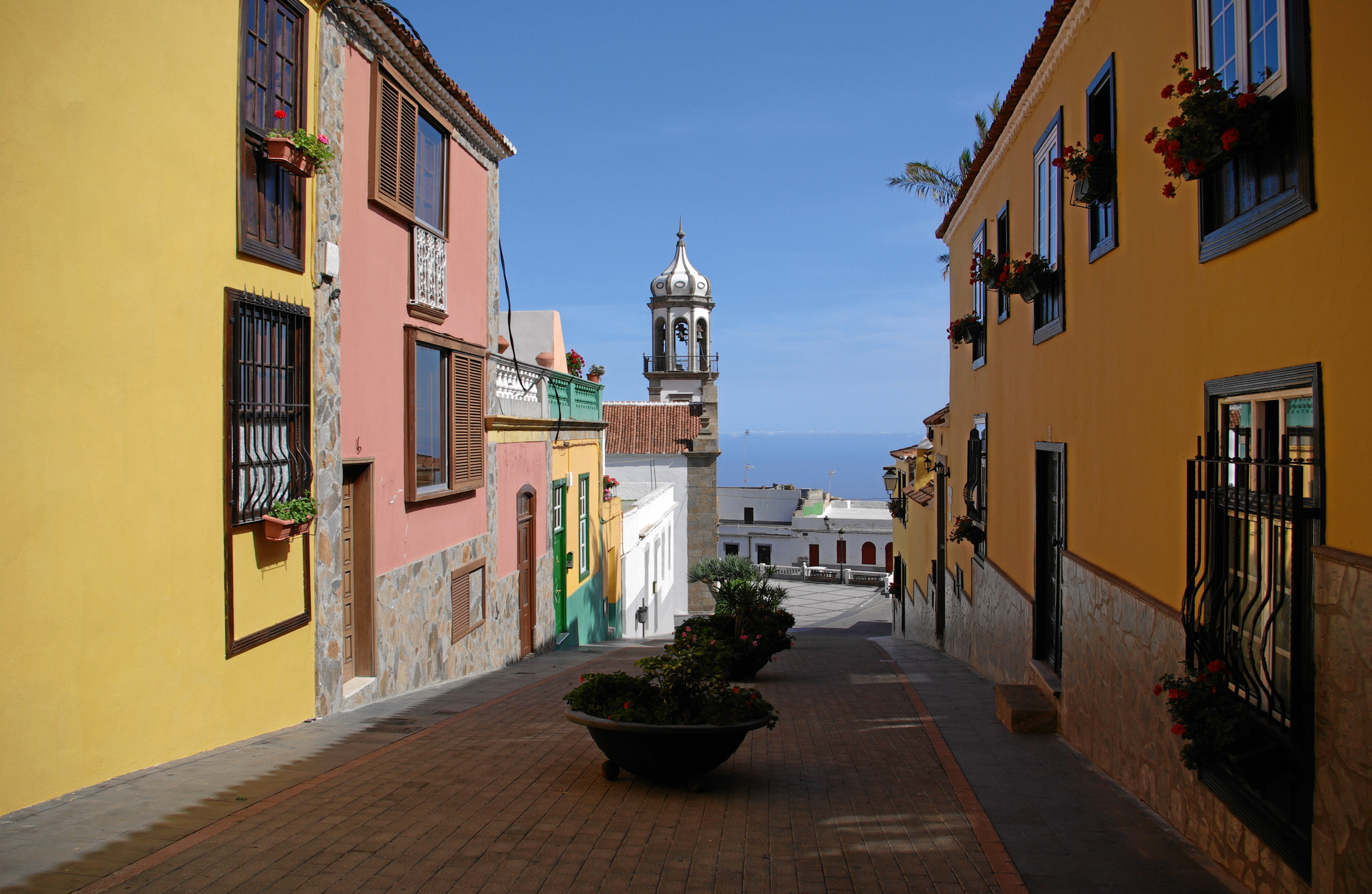
Gasse im Ortskern
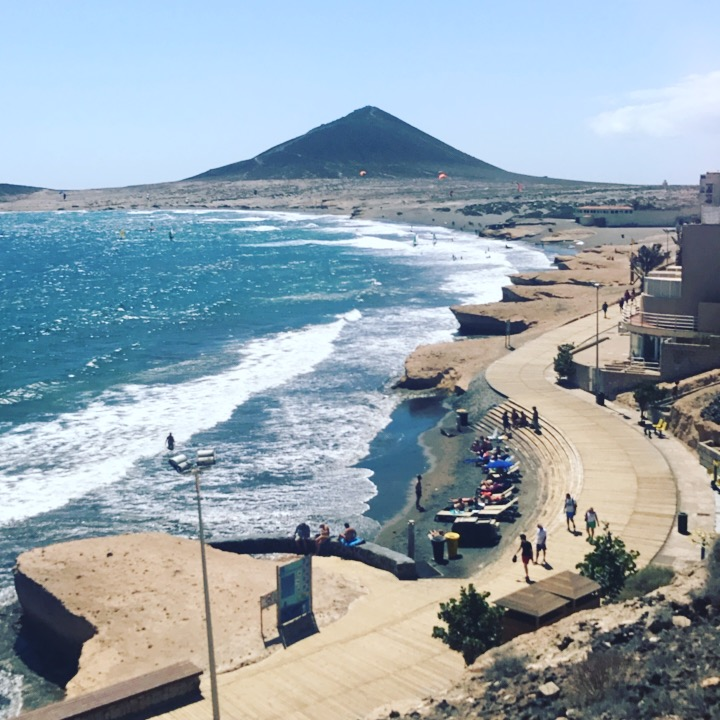
Fußweg am Strand von El Medano

## Ortsteile
- Castro
- Charco del Pino
- El Médano mit dem Strand Playa La Tejita
- El Cabezo
- El Salto
- Los Abrigos
- Los Llanos
- Montaña de Yaco
- San Isidro

## Einwohnerentwicklung
| Jahr | Einwohner | Bevölkerungsdichte |
| ---- | --------- | ------------------ |
| 1991 | 16.884    | 103,0/km²          |
| 1996 | 18.508    | 113,9/km²          |
| 2001 | 21.135    | 130,1/km²          |
| 2002 | 27.224    | 167,6/km²          |
| 2003 | 28.927    | 178,1/km²          |
| 2004 | 30.769    | 189,4/km²          |
| 2005 | 33.207    | 204,4/km²          |
| 2006 | 34.595    | 213,0/km²          |
| 2007 | 36.224    | 223,0/km²          |
| 2014 | 43.455    | 267,5/km²          |